# Il ragazzo della via Gluck
"Il ragazzo della via Gluck" är en sång med text av Luciano Beretta och Miki Del Prete, med musik av Adriano Celentano. Sången översattes till ett antal språk, bland annat svenska ("Lyckliga gatan" med Anna-Lena Löfgren) och franska ("La Maison où j'ai grandi" med Françoise Hardy).

## Italiensk text
Texten handlar om en pojke som växer upp i slummen, men som överger sin familj för att flytta in till staden. Texten betyder särskilt mycket för Celentano, då han själv växte upp på via Gluck, gatan som låtens titel syftar på.
Låten spelades första gången 1966, vid San Remo-festivalen som då var Italiens uttagning till Eurovision Song Contest. Låten slogs dock ut från vidare tävlan. Trots detta blev så småningom "Il ragazzo della via Gluck" en av Celentanos mest kända sånger.

## Svenskspråkig text

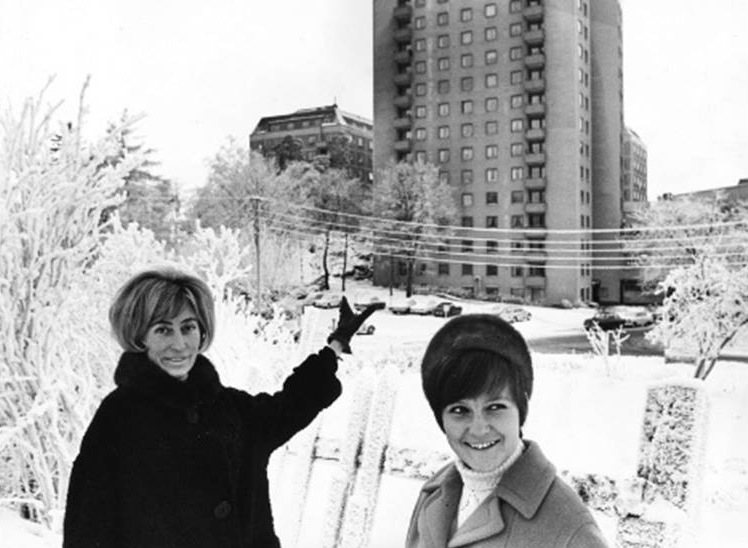
Britt Lindeborg och Anna-Lena Löfgren nära platsen som åsyftades i Lindeborgs svenska låttext. Foto: december 1967.

Britt Lindeborg skrev den svenska texten som fick heta "Lyckliga gatan". Lindeborg växte upp i Gamla Hagalund och inspirerades till den svenska texten när kåkstaden revs under 1960-talet. Även Lindeborgs självbiografi har fått namnet Lyckliga gatan – du finns inte mer.
Sången spelades in av Anna-Lena Löfgren, som gav ut den på singel i oktober 1967. Därefter låg den på Svensktoppen i 14 veckor under perioden 10 december 1967–10 mars 1968, inklusive en tid som etta. Den toppade också försäljningslistorna och sålde guld i Sverige och platina och diamant i Norge. Den toppade även den norska singellistan 1968. Denna textversion har även spelats in av bland andra Lotta & Anders Engbergs orkester (1992) samt Lotta Engbergs orkester (1997), Trio me' Bumba (1982), Nisse Hellberg (2006), Thorleifs (2008) och CajsaStina Åkerström (Visor från förr och nu, 2007).
I TV-programmet Alla tiders hits gjorde Timo Räisänen 2013 en cover på låten, och låten vann tävlingen. I den 27:e säsongsavslutningen av TV-programmet På spåret gjorde Veronica Maggio 2017 en version, där hon blandade det italienska originalet och den svenska versionen – ackompanjerat av Augustifamiljen.
Löfgren sjöng även in låten på tyska, då under namnet "Immer am Sonntag". Texten hade dock ett annat tema och handlade om kärlek.